# كتا سوفور
كتا سوفور هي بلدة في مقاطعة شورتشي في ولاية صرخنداريا في أوزبكستان.